# Miles City

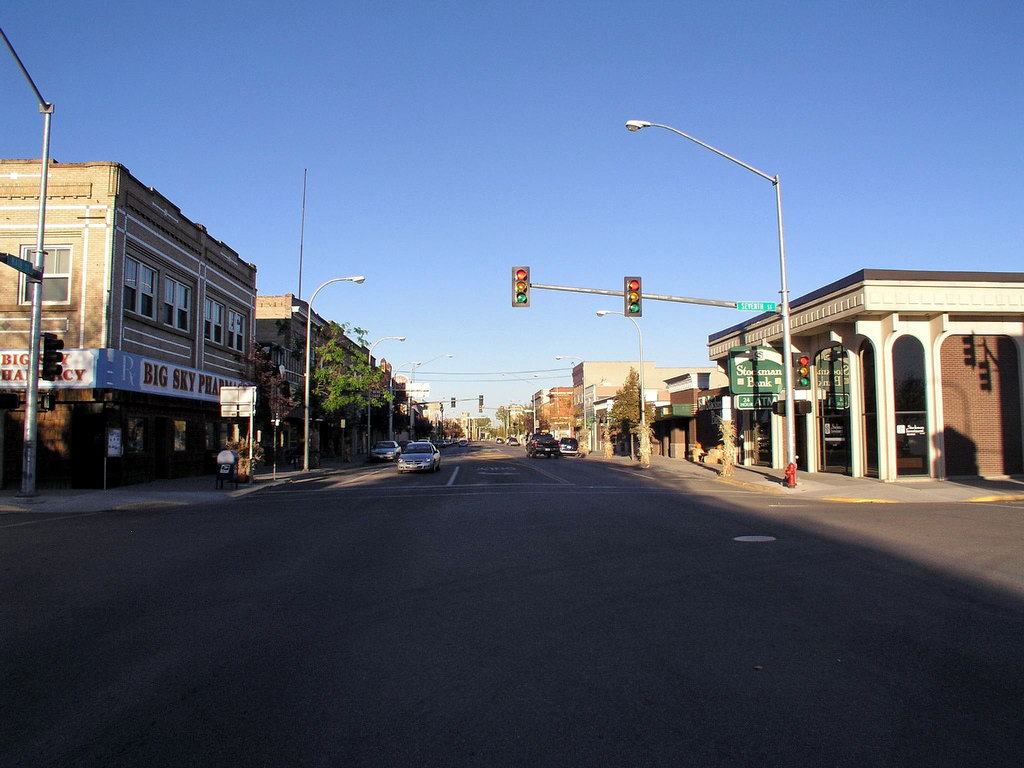
Main Street, Miles City

Miles City is een plaats (city) in de Amerikaanse staat Montana, en valt bestuurlijk gezien onder Custer County.

## Demografie
Bij de volkstelling in 2000 werd het aantal inwoners vastgesteld op 8487.
In 2006 is het aantal inwoners door het United States Census Bureau geschat op 8083, een daling van 404 (-4,8%).

## Geografie
Volgens het United States Census Bureau beslaat de plaats een oppervlakte van
8,5 km², geheel bestaande uit land. Miles City ligt op ongeveer 720 m boven zeeniveau.

## Plaatsen in de nabije omgeving
De onderstaande figuur toont nabijgelegen plaatsen in een straal van 76 km rond Miles City.